# Chutes Mystic
Les chutes Mystic (en anglais : Mystic Falls) sont une chute d'eau de 21 mètres qui court en cascade sur la rivière Little Firehole, un affluent de la rivière Firehole, dans le parc national de Yellowstone aux États-Unis. Nommées à l'origine Little Firehole Falls par des membres du Hayden Geologic Survey de 1872, leur nom a été remplacé par Mystic Falls par des membres du Arnold Hague Geological Survey en 1885 pour des raisons inconnues.
Les chutes Mystic sont accessibles via le sentier Mystic Falls Trail d'environ 2 km, qui commence au bassin Biscuit dans le Upper Geyser Basin.

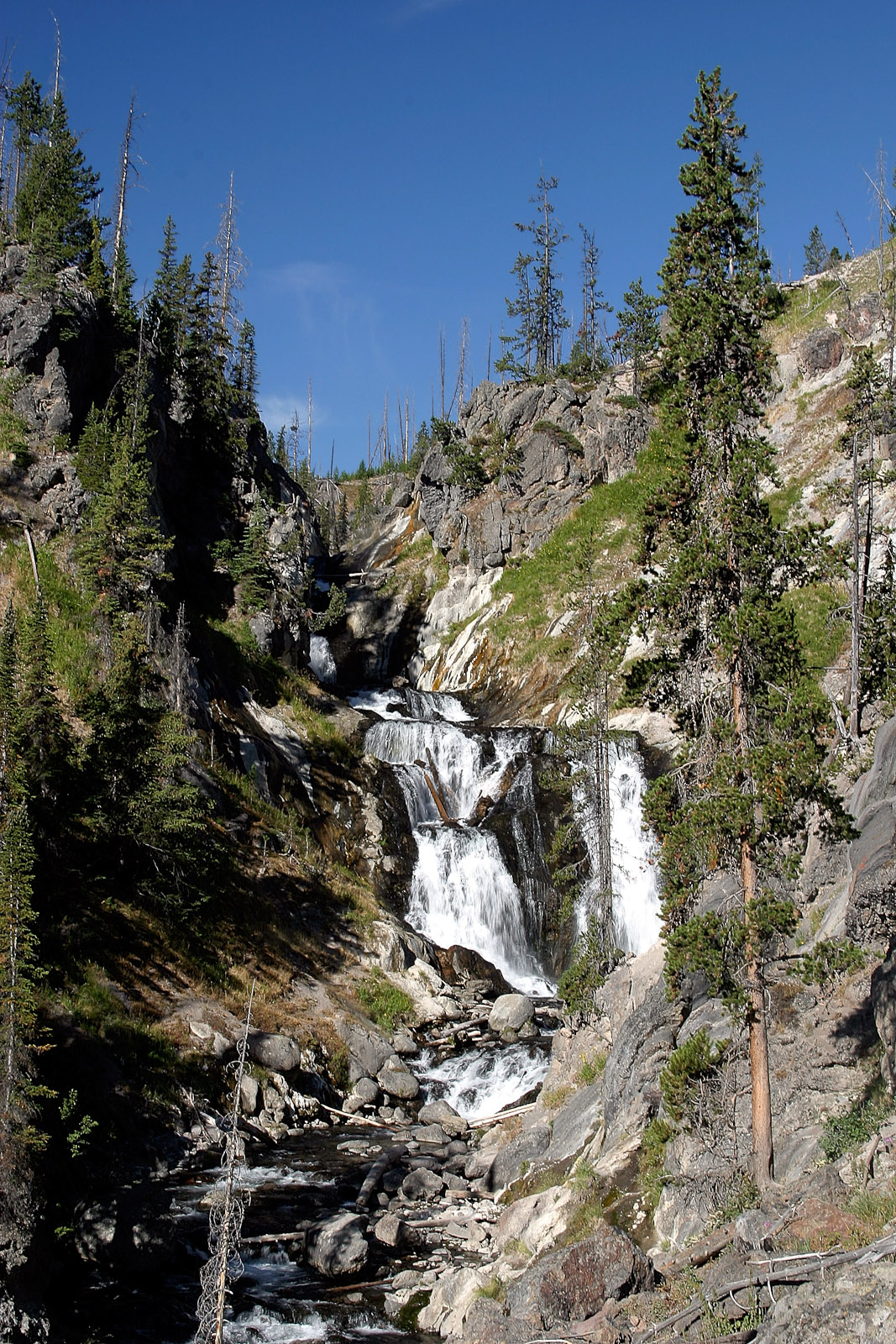
Les chutes Mystic en 2003.
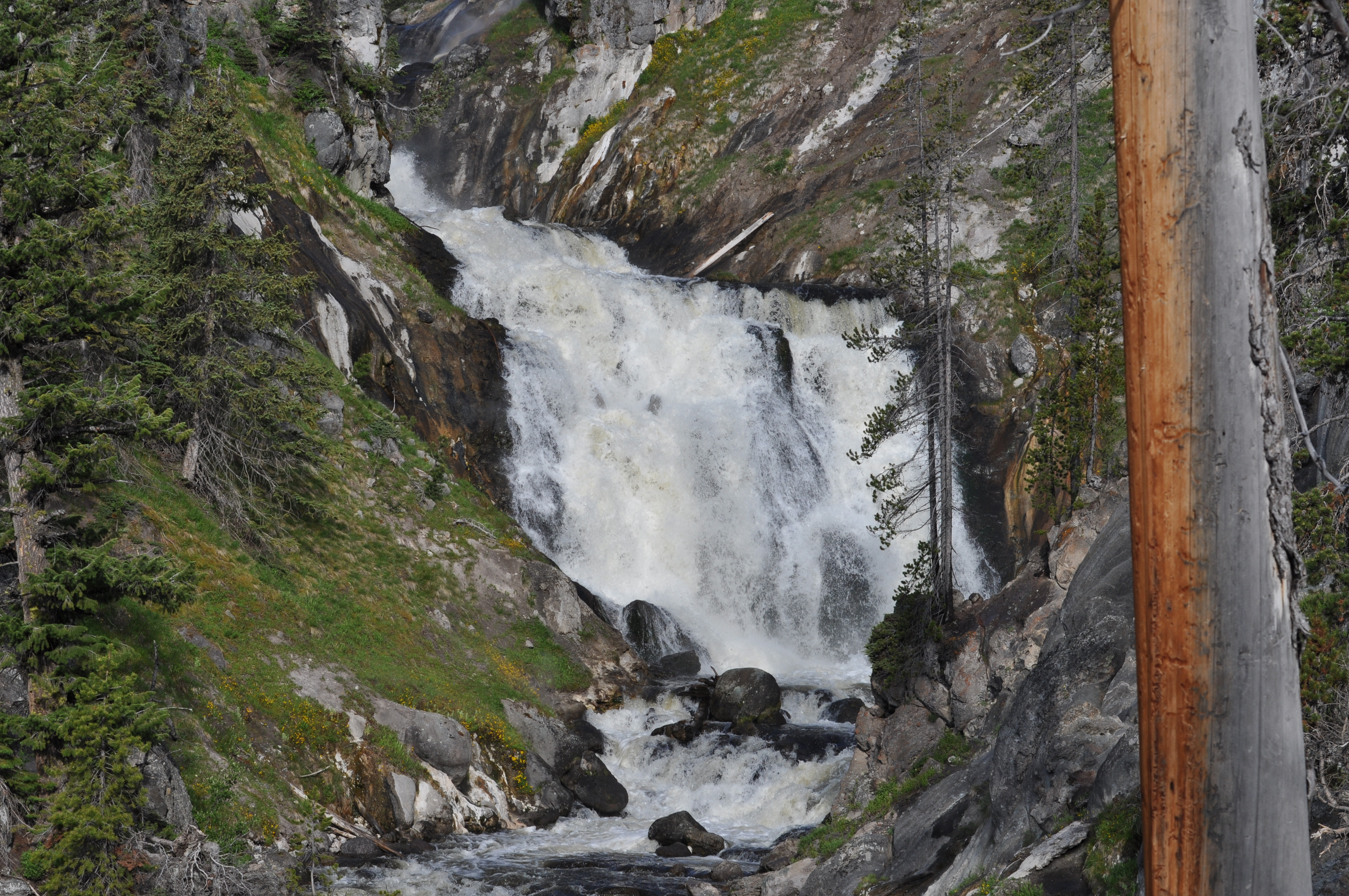
Les chutes Mystic en 2011.

|  |